# ويست بوينت (مسيسيبي)
ويست بوينت (بالإنجليزية: West Point, Mississippi)‏ هي مدينة تقع في الولايات المتحدة في مقاطعة كلاي (مسيسيبي). يقدر عدد سكانها بـ 11,307 نسمة ومساحتها 54.6 كم2 وترتفع عن سطح البحر 68 متر.

## التركيبة السكانية
حدّد مكتب تعداد الولايات المتحدة بيانات التركيبة السكانية لويست بوينت في تعداد الولايات المتحدة. في ما يلي، التركيبة السكانية حسب تعدادي 2000 و2010.

### تعداد عام 2000
بلغ عدد سكان ويست بوينت 12,145 نسمة بحسب تعداد عام 2000، وبلغ عدد الأسر 4,567 أسرة وعدد العائلات 3,219 عائلة مقيمة في المدينة. في حين سجلت الكثافة السكانية 221.9 نسمة لكل كيلومتر مربع (574.7/ميل2). وبلغ عدد الوحدات السكنية 4,897 وحدة بمتوسط كثافة قدره 89.5 لكل كيلومتر مربع (231.8/ميل2).
وتوزع التركيب العرقي للمدينة بنسبة 42.91% من البيض و56.18% من الأمريكيين الأفارقة و0.07% من الأمريكيين الأصليين و0.22% من الأمريكيين ذوي الأصول الآسيوية و0.19% من الأعراق الأخرى و0.43% من عرقين مختلطين أو أكثر و0.99% من الهسبانيون أو اللاتينيون من أي عرق.
بلغ عدد الأسر 4,567 أسرة كانت نسبة 40.5% منها لديها أطفال تحت سن الثامنة عشر تعيش معهم، وبلغت نسبة الأزواج القاطنين مع بعضهم البعض 40.9% من أصل المجموع الكلي للأسر، ونسبة 25.9% من الأسر كان لديها معيلات من الإناث دون وجود شريك،  بينما كانت نسبة 3.7% من الأسر لديها معيلون من الذكور دون وجود شريكة وكانت نسبة 29.5% من غير العائلات. تألفت نسبة 27.4% من أصل جميع الأسر من عدة أفراد يعيشون في نفس المنزل ونسبة 11.9% كانت تتألف من شخص يعيش بمفرده يبلغ من العمر 65 عاماً أو أكثر. وبلغ متوسط حجم الأسرة المعيشية 2.57، أما متوسط حجم العائلات فبلغ 3.14.
بلغ العمر الوسطي للسكان 33.2 عاماً. وكانت نسبة 28.7% من القاطنين تحت سن الثامنة عشر، وكانت نسبة 9.6% بين الثامنة عشر والرابعة والعشرين عاماً، ونسبة 25.5% كانت واقعةً في الفئة العمرية ما بين الخامسة والعشرين والرابعة والأربعين عاماً، ونسبة 20.1% كانت ما بين الخامسة والأربعين والرابعة والستين، ونسبة 12.7% كانت ضمن فئة الخامسة والستين عاماً فما فوق. يوجد لكل 100 أنثى 82.2 ذكر، ويوجد لكل 100 أنثى في الثامنة عشر من عمرها فما فوق 76.4 ذكر.
بلغ متوسط دخل الأسرة في المدينة 26,404 دولارًا، أما متوسط دخل العائلة فبلغ 32,943 دولارًا. وكان متوسط دخل الذكور 30,902 دولارًا مقابل 20,255 دولارًا للإناث. وسجل دخل الفرد الخاص بالمدينة 15,063 دولارًا. وكانت نسبة 21.5% من العائلات ونسبة 25.1% من السكان تحت خط الفقر، وكان من هؤلاء نسبة 38.1% تحت سن الثامنة عشر ونسبة 21.8% في الخامسة والستين من العمر وما فوق.

### تعداد عام 2010
بلغ عدد سكان ويست بوينت 11,307 نسمة بحسب تعداد عام 2010، وبلغ عدد الأسر 4,444 أسرة وعدد العائلات 3,043 عائلة مقيمة في المدينة. في حين سجلت الكثافة السكانية 206.6 نسمة لكل كيلومتر مربع (535.1/ميل2). وبلغ عدد الوحدات السكنية 5,011 وحدة بمتوسط كثافة قدره 91.6 لكل كيلومتر مربع (237.2/ميل2).
وتوزع التركيب العرقي للمدينة بنسبة 37.57% من البيض و61.40% من الأمريكيين الأفارقة و0.09% من الأمريكيين الأصليين و0.18% من الأمريكيين ذوي الأصول الآسيوية و0.02% من سكان جزر المحيط الهادئ و0.27% من الأعراق الأخرى و0.47% من عرقين مختلطين أو أكثر و0.88% من الهسبانيون أو اللاتينيون من أي عرق.
بلغ عدد الأسر 4,444 أسرة كانت نسبة 36% منها لديها أطفال تحت سن الثامنة عشر تعيش معهم، وبلغت نسبة الأزواج القاطنين مع بعضهم البعض 35.1% من أصل المجموع الكلي للأسر، ونسبة 28.4% من الأسر كان لديها معيلات من الإناث دون وجود شريك،  بينما كانت نسبة 4.9% من الأسر لديها معيلون من الذكور دون وجود شريكة وكانت نسبة 31.5% من غير العائلات. تألفت نسبة 28.6% من أصل جميع الأسر من عدة أفراد يعيشون في نفس المنزل ونسبة 12.6% كانت تتألف من شخص يعيش بمفرده يبلغ من العمر 65 عاماً أو أكثر. وبلغ متوسط حجم الأسرة المعيشية 2.48، أما متوسط حجم العائلات فبلغ 3.04.
بلغ العمر الوسطي للسكان 36.4 عاماً. وكانت نسبة 26.6% من القاطنين تحت سن الثامنة عشر، وكانت نسبة 9.6% بين الثامنة عشر والرابعة والعشرين عاماً، ونسبة 23.8% كانت واقعةً في الفئة العمرية ما بين الخامسة والعشرين والرابعة والأربعين عاماً، ونسبة 25.1% كانت ما بين الخامسة والأربعين والرابعة والستين، ونسبة 14.9% كانت ضمن فئة الخامسة والستين عاماً فما فوق. وتوزع التركيب الجنسي للسكان بنسبة 45.5% ذكور و54.5% إناث.

## أعلام
- جيسي أندرسون
- جورج دبليو. بريان
- زورا يونغ
- لويس ر. هارلان
- دوين جيفرسون
- ديكسي مكارثر